# Itziar Castro i Rivadulla
Itziar Castro i Rivadulla   (Pallejà, 14 de febrer de 1977 - Lloret de Mar, 8 de desembre de 2023) fou una actriu catalana coneguda principalment pel seu paper de Gоya Fernández a Vis a vis i per participar en pel·lícules com Pieles, per la qual fou nominada en els premis Goya a millor actriu revelació. Fou activista contra la grassofòbia, pels drets LGBT i contra la violència masclista.

## Biografia i carrera professional

### Primers anys
Nascuda a Fontpineda (Pallejà), filla de pare constructor català i mare gallega, la família regentà un restaurant en el qual ella participava. El seu primer paper remunerat fou a la sèrie televisiva I ara què, Xènia? de 1993. Tanmateix, el teatre musical fou una de les portes d'entrada a l'actuació, amb el musical Peter Pan.

### Televisió i cinema
El 2002 participà en el llargmetratge Noche de fiesta. Des d'aleshores, participà en ficcions tant per a televisió com per al cinema, de les que destaquen les que feu a El cor de la ciutat o a Algo que celebrar a televisió, i a les pel·lícules Blancaneu o La sexta alumna al cinema. El 2017 entrà al repartiment principal del llargmetratge dirigit per Eduardo Casanova Pieles, que la dugué a ser nominada al Goya a la millor actriu revelació i amb la que guanyà el premi de la Unión de Actores y Actrices en la mateixa categoria.
El 2018 formà part de l'elenc principal de la sèrie Vis a vis amb el paper de Goya Fernández, que li donà una gran popularitat en l'àmbit televisiu. A més, participà en els llargmetratges Matar a Dios i Campeones, i feu un cameo a la segona temporada de Paquita Salas, on interpretà a la regidora del Festival de Tarazona. El juliol de 2018, es anuncià que seria la nova professora d'interpretació de l'acadèmia d'Operación Triunfo 2018, en substitució de Javier Ambrossi i Javier Calvo Guirao. El 31 d'octubre, sis setmanes després de començar el concurs, Castro abandonà aquesta tasca, segons l'actriu per una decisió presa unilateralment per la direcció del programa.
El 2019 participà en els llargmetratges El cerro de los dioses de Daniel M. Caneiro i ¿Qué te juegas? d'Inés de León. El 2020 particià a la pel·lícula La vampira de Barcelona, realitzà un cameo a la pel·lícula de Woody Allen Rifkin's Festival i protagonitzà la sèrie de Fox España Vis a vis: El Oasis, a més de tenir un paper recurrent a la sèrie d'HBO Espanya Por H o por B, el de la Choni. A més, és una de les protagonistes d'Historias lamentables, pel·lícula de Javier Fesser per a Amazon Prime Video. El desembre de 2020 s'anuncià que faria el personatge principal de la primera sèrie musical de Netflix a Espanya, Érase una vez... pero ya no, dirigida per Manolo Caro. L'octubre de 2023 escriví i dirigí el seu propi curtmetratge, La cita.

### Teatre musical
En el teatre, el 2019 protagonitzà La corte del faraón, dirigida per Ricard Reguant. També participà en videoclips i fou col·laboradora de diversos programes de ràdio i televisió com Planta baixa de TV3.

### Vida personal i activisme
L'abril de 2020 sorprengué els seus seguidors després de publicar un artístic nu integral a Twitter, amb el qual recreava una pintura de l'artista Fernando Botero. Precisament pel comentari d'un tuitaire, ella sabé que patia lipedema, una malaltia degenerativa que no li havia estat diagnosticada mai. Així doncs, més endavant es posà en tractament per a operar-se de lipedema.
Conscient de la seva imatge, es definia com una persona grassa enmig d'un panorama escènic de cossos normatius. Es proclamà lesbiana, feminista i d'esquerres. També es manifestà partidària de fer un referèndum sobre la independència de Catalunya.
El 2019 rebé un premi Plomes de la Federació Estatal de Lesbianes, Gais, Trans, Bisexuals, Intersexuals i més pel seu suport al col·lectiu. El 2021, presentà el seu llibre de poesia lèsbica Con el corazón por delante, amb caire autobiogràfic, i fou la protagonista de l'Especial Diversitat dedicat al lesbianisme de la revista Vanity Fair.
Va morir la matinada del 8 de desembre del 2023 a causa d'una aturada cardíaca mentre assajava una escena d'un espectacle de natació nadalenc a Lloret de Mar. L'autòpsia revelà que havia estat una mort sobtada.

## Cinema

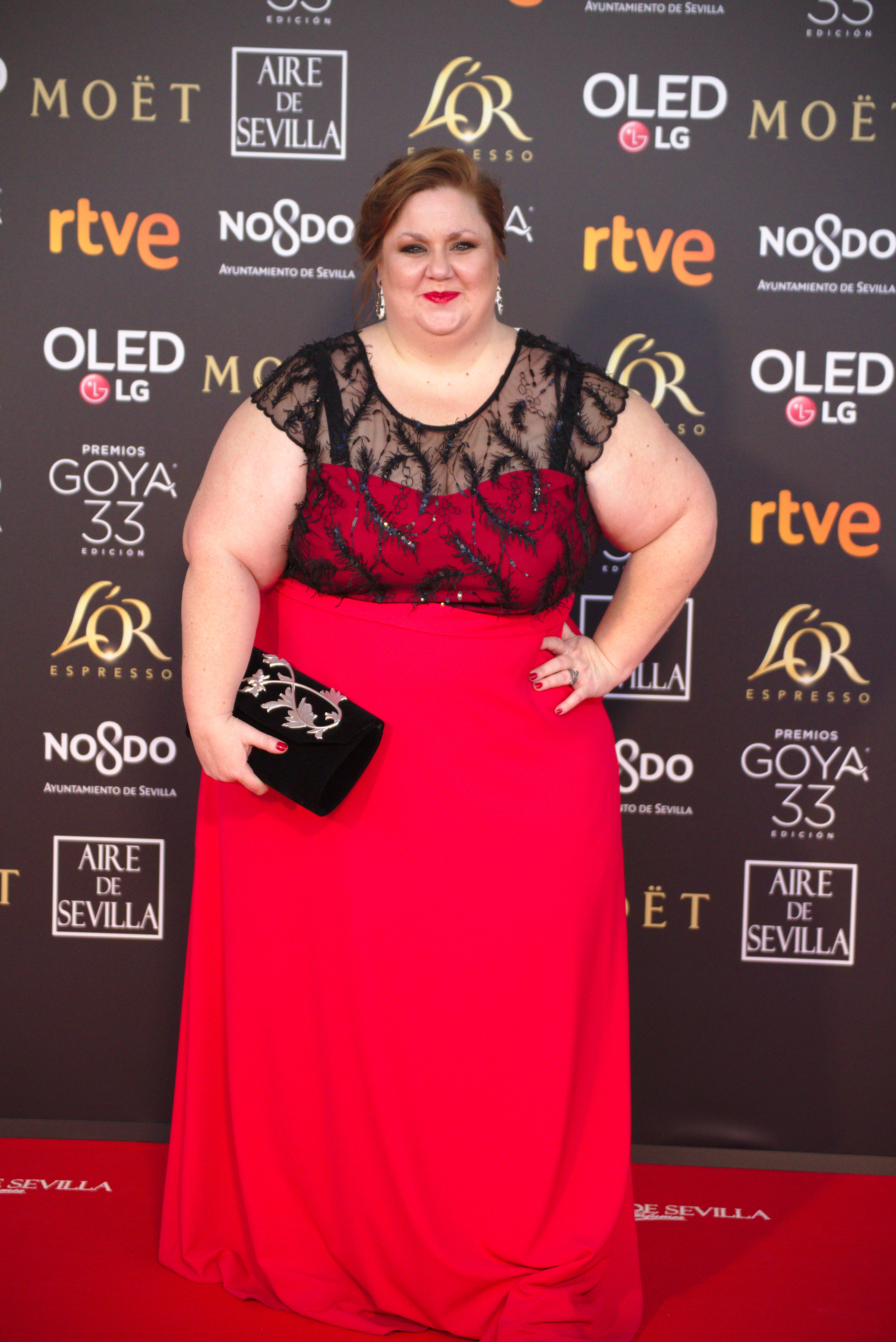
Castro als premis Goya 2019.

| Any  | Títol                                    | Direcció                | Personatge         | Notes         |
| ---- | ---------------------------------------- | ----------------------- | ------------------ | ------------- |
| 2008 | Pretextos                                | Sílvia Munt             | Infermera          | Llargmetratge |
| 2012 | REC 3: Gènesi                            | Paco Plaza              | Senyora amb pamela | Llargmetratge |
| 2012 | Blancaneu                                | Pablo Berger            | Flamet             | Llargmetratge |
| 2015 | Eat My Shit                              | Eduardo Casanova        |                    | Curtmetratge  |
| 2015 | Transeúntes                              | Luis Aller              | Dona               | Llargmetratge |
| 2017 | RIP                                      | Caye Casas Albert Pintó |                    | Curtmetratge  |
| 2017 | Pieles                                   | Eduardo Casanova        | Itziar             | Llargmetratge |
| 2017 | Matar a Dios                             | Caye Casas Albert Pintó | Ana                | Llargmetratge |
| 2018 | Los Bermejo                              | José Fernández-Ark      |                    | Curtmetratge  |
| 2018 | Desaliento                               | Pinky Alonso            |                    | Curtmetratge  |
| 2018 | Campeones                                | Javier Fesser           | Mare de Jesús      | Llargmetratge |
| 2018 | Escape from Marwin                       | Jordi Castejón          | Germana de Ben     | Curtmetratge  |
| 2019 | La Colleja                               | Sergio Morcillo         |                    | Curtmetratge  |
| 2019 | El cerro de los dioses                   | Daniel M. Caneiro       | Ella mateixa       | Llargmetratge |
| 2019 | ¿Qué te juegas?                          | Inés de León            | Rosita             | Llargmetratge |
| 2020 | Rifkin's Festival                        | Woody Allen             | Dona al jardí      | Llargmetratge |
| 2020 | Asylum: Twisted Horror and Fantasy Tales | Carlos Goitia           | Esposa             | Llargmetratge |
| 2020 | Historias lamentables                    | Javier Fesser           | Ingrid Müller      | Llargmetratge |
| 2021 | A todo tren. Destino Asturias            | Santiago Segura         | Granjera asturiana | Llargmetratge |

## Televisió
| Any       | Títol                       | Canal       | Personatge                 | Notes                    |
| --------- | --------------------------- | ----------- | -------------------------- | ------------------------ |
| 2004      | El cor de la ciutat         | TV3         | Sandra Pi                  | Sèrie de TV              |
| 2005      | Hospital Central            | Telecinco   | Sara                       | Sèrie de TV; 1 episodi   |
| 2006-2008 | El cor de la ciutat         | TV3         | Bea Billars                | Sèrie de TV              |
| 2007      | Rumors                      | Canal Nou   | Secretaria                 | Telefilm                 |
| 2009      | Otra ciudad                 | Canal Nou   | Encarregada de perruqueria | Telefilm                 |
| 2009      | Xadom                       | Vimeo       | Marta                      | Sèrie de TV; 1 episodi   |
| 2015      | Algo que celebrar           | Antena 3    | Louise                     | Sèrie de TV; 2 episodis  |
| 2017      | Laia                        | TV3         | Coja                       | Telefilm                 |
| 2017      | El crac                     | TV3         | Miriam Espinguet           | Sèrie de TV; 1 episodi   |
| 2018      | Paquita Salas               | Netflix     | Regidora de Premis         | Sèrie de TV; 1 episodi   |
| 2018      | Operación Triunfo           | TVE         | Professora                 | Programa de TV           |
| 2018-2019 | Vis a vis                   | FOX España  | Goya Fernández             | Sèrie de TV; 16 episodis |
| 2019      | Terror y feria              | Flooxer     | Montse                     | Sèrie de TV; 1 episodi   |
| 2019      | Vida perfecta               | #0          | Infermera                  | Sèrie de TV; 1 episodi   |
| 2019      | Todo es mentira             | Cuatro      | Col·laboradora             | Programa de TV           |
| 2019      | Viajando con Chester        | Cuatro      | Invitada                   | Programa de TV           |
| 2020      | Vis a vis: El oasis         | FOX España  | Goya Fernández             | Sèrie de TV; 8 episodis  |
| 2020      | Por H o por B               | HBO España  | Choni                      | Sèrie de TV; 4 episodis  |
| 2022      | Érase una vez... pero ya no | Netflix     | Eloísa / Candela           | Sèrie de TV; 6 episodis  |
| 2022      | La que se avecina           | Prime Video | Manoli Prieto              | Sèrie de TV; 1 episodi   |

## Guardons
| Any  | Premi                   | Categoria               | Obra         | Resultat   |
| ---- | ----------------------- | ----------------------- | ------------ | ---------- |
| 2018 | Premis Goya             | Millor actriu revelació | Pieles       | Nominada   |
| 2018 | Premis Unión de Actores | Millor actriu revelació | Pieles       | Guanyadora |
| 2018 | Festival Rojo Sangre    | Millor Actriu           | Matar a Dios | Guanyadora |
| 2018 | Festival Cine Calella   | Millor actriu           | Matar a Dios | Guanyadora |
| 2018 | Premis Fugaz            | Millor actriu           | RIP          | Nominada   |